# Bike Aid
El Bike Aid (código UCI: BAI) es un equipo ciclista alemán de categoría continental desde la temporada 2014.

## Clasificaciones UCI
Las clasificaciones del equipo y de su ciclista más destacado son las siguientes:

### UCI Africa Tour
| Temporada | Clasificación por equipos | Mejor corredor   | Posición |
| 2013-2014 | 3.º                       | Mekseb Debesay   | 1.º      |
| 2015      | 4.º                       | Mekseb Debesay   | 5.º      |
| 2016      | 7.º                       | Meron Teshome    | 33.º     |
| 2017      | 1.º                       | Meron Teshome    | 4.º      |
| 2018      | 6.º                       | Nikodemus Holler | 16.º     |
| 2019      | -                         | Sirak Tesfom     | 5.º      |
| 2020      | -                         | Charles Kagimu   | 49.º     |
| 2021      | -                         | Azzedine Lagab   | 5.º      |
| 2022      | -                         | Dawit Yemane     | 6.º      |

### UCI America Tour

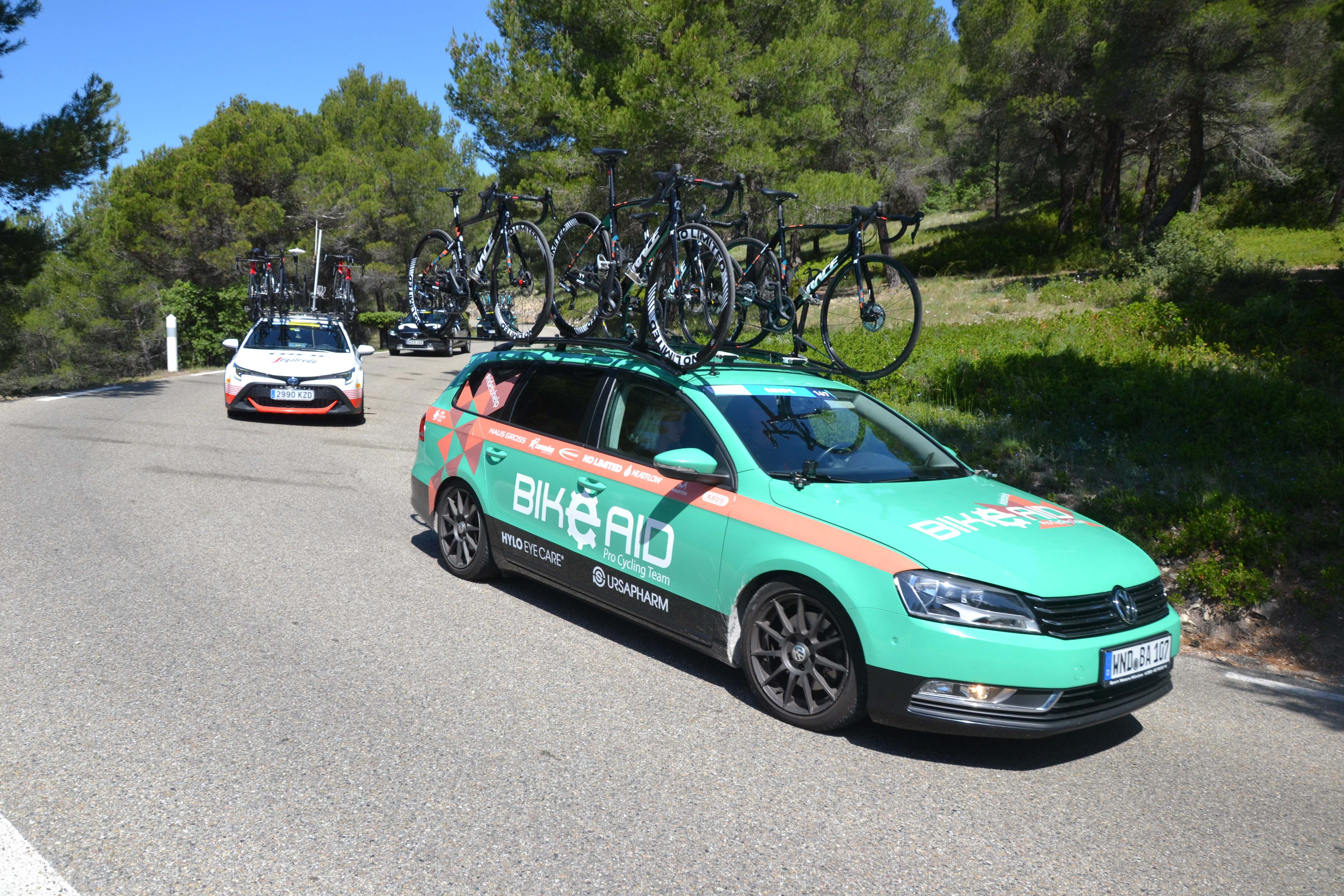
Vehículo del equipo.

| Temporada | Clasificación por equipos | Mejor corredor | Posición |
| 2015      | 48.º                      | Yannick Mayer  | 315.º    |

### UCI Asia Tour
| Temporada | Clasificación por equipos | Mejor corredor   | Posición |
| 2013-2014 | 76.º                      | Mekseb Debesay   | 370.º    |
| 2015      | 73.º                      | Meron Amanuel    | 296.º    |
| 2016      | 57.º                      | Nikodemus Holler | 182.º    |
| 2017      | 75.º                      | Tino Thömel      | 359.º    |
| 2018      | 22.º                      | Meron Abraham    | 67.º     |

### UCI Europe Tour
| Temporada | Clasificación por equipos | Mejor corredor   | Posición |
| 2016      | 130.º                     | Nikodemus Holler | 1267.º   |
| 2017      | 119.º                     | Nikodemus Holler | 1021.º   |
| 2018      | 89.º                      | Nikodemus Holler | 516.º    |
| 2019      | 48.º                      | Aaron Grosser    | 484.º    |
| 2020      | 18.º                      | Nikodemus Holler | 165.º    |
| 2021      | 27.º                      | Justin Wolf      | 248.º    |
| 2022      | 16.º                      | Jesse Ewart      | 429.º    |

## Palmarés
Para años anteriores véase: Palmarés del Bike Aid.

### Palmarés 2025

#### Circuitos Continentales UCI
| Fechas     | Circuito             | Carreras                              | Ganador         |
| 27 de mayo | UCI Asia Tour 2025   | 1.ª etapa del Tour de Irán-Azerbaiyán | Milkias Maekele |
| 29 de mayo | UCI Asia Tour 2025   | 3.ª etapa del Tour de Irán-Azerbaiyán | Dawit Yemane    |
| 5 de julio | UCI Europe Tour 2025 | 3.ª etapa del Tour de Sibiu           | Anton Schiffer  |

## Plantillas
Para años anteriores, véase Plantillas del Bike Aid

### Plantilla 2025
| Nombre                  | Nacimiento | Nacionalidad | Equipo 2024                 |
| Simon Bak               | 12/02/2000 | Dinamarca    | Team ColoQuick              |
| Máté Balázs             | 28/07/2005 | Alemania     | Bike Aid                    |
| Antoine Berlin          | 02/08/1989 | Mónaco       | Bike Aid                    |
| Léo Bouvier             | 14/02/1998 | Francia      | Bike Aid                    |
| Vinzent Dorn            | 01/06/1998 | Alemania     | Bike Aid                    |
| Yoel Habteab            | 26/03/2004 | Eritrea      | Bike Aid                    |
| Anton Lennemann         | 05/03/2003 | Alemania     | Bike Aid                    |
| Milkias Maekele         | 04/09/2005 | Eritrea      | Neo (As.Be.Co Cycling Club) |
| Oliver Mattheis         | 24/04/1995 | Alemania     | Bike Aid                    |
| Lasse Reuß              | 17/03/2000 | Alemania     | Bike Aid                    |
| Mehmet Şampiyonbisiklet | 04/12/1985 | Turquía      | Vini Monzon-Savini Due-OMZ  |
| Anton Schiffer          | 01/09/1999 | Alemania     | Bike Aid                    |
| Lennard Sternsdorff     | 06/10/2004 | Alemania     | Bike Aid (stagiaire)        |
| Dawit Yemane            | 01/01/1998 | Eritrea      | Bike Aid                    |

1. ↑  Desde el 31 de marzo.
2. ↑  Hasta el 30 de septiembre.